# Lübtheen
Lübtheen is een gemeente in de Duitse deelstaat Mecklenburg-Voor-Pommeren, gelegen in de Landkreis Ludwigslust-Parchim. De stad telt 4.643, ultimo 2021 4.686 inwoners.

## Geografie
Lübtheen heeft een oppervlakte van 118,70 km² en ligt in de Metropoolregio Hamburg in het noordoosten van Duitsland. Op 13 km ten zuidwesten van Lübtheen loopt de rivier de Elbe. Door de gemeente loopt de Sude, een zijrivier van de Elbe, en de Rögnitz, een zijriviertje van de Sude.

### Stadsdelen
- Voormalige gemeente Lübtheen:
  - Jessenitz-Werk
  - Neu Lübtheen
  - Propst Jesar, ten oosten van Lübtheen, met grote recreatieplas
  - Quassel
  - Trebs, ten zuidoosten van Lübtheen
- Voormalige gemeente Garlitz:
  - Garlitz
  - Brömsenberg
  - Gudow
  - Langenheide
- Voormalige gemeente Goßlow:
  - Goßlow
  - Bandekow
  - Lübbendorf
  - Neuenrode
- Voormalige gemeente Jessenitz:
  - Jessenitz
  - Jessenitz-Siedlung
  - Benz
  - Briest
  - Lank
  - Volzrade

### Infrastructuur
Lübtheen ligt betrekkelijk afgelegen. De belangrijkste verkeersweg in de omgeving is de Bundesstraße 5 Hamburg-Berlijn, die echter 9 km ten noorden van Lübtheen langs loopt. Het dichtstbij gelegen spoorwegstation is een spoorweghalte te Pritzier.

## Economie
In Lübtheen staat één tamelijk grote fabriek, Brüggen Fahrzeugwerk & Service GmbH, die diverse (landbouw)voertuigen maakt en onderhoudt. Zij is verreweg de grootste werkgeefster van de gemeente. Op een bedrijventerrein aan de noordkant van het stadje is enig midden- en kleinbedrijf van lokaal en regionaal belang gevestigd.

## Geschiedenis
Volgens één der interpretaties van de herkomst van de plaatsnaam Lübtheen is deze van Slavische herkomst en betekent: plaats met veel lindebomen. Vandaar de bijnaam Lindenstadt.
Hertog Albrecht V van Saksen-Lauenburg, heer van het Hertogdom Saksen-Lauenburg, zorgde in 1363 voor de oudste schriftelijke vermelding van Lübtheen. In dat jaar kocht hij er boerderijen aan. Vanaf plm. 1650 behoorde het gebied in zijn geheel tot Mecklenburg.
In 1846 verwoestte een grote brand dertig huizen in het plaatsje.
In 1849 vond men bij Lübtheen een oud sieraad, een grote ring, die Wendische Kroon genoemd werd, en waaromheen in de decennia daarna vele legenden zijn verzonnen. De ring kreeg zelfs een plaats in de heraldiek.
Van 1890 tot 1945 had Lübtheen een spoorwegverbinding met Malliß. Van 1945 tot 1989 lag het in de DDR.
Van plm. 1900 totdat de mijn in 1912 door een overstroming onbruikbaar werd, was er bij Jessenitz een grote kalimijn in bedrijf.
In 1938 verleende Adolf Hitler het plaatsje stadsrechten.
In 1991 vond een grote stadssanering in het centrum plaats. Vanaf 2005 probeert de milieubeweging, gesteund door een deel van de bevolking, tot op heden met succes, te voorkomen, dat bij Lübtheen bruinkool gedolven zal worden. Deze delfstof, die hier van relatief slechte kwaliteit is, werd er reeds in 1928 aangetoond.
Vanaf zeker al de periode van het Derde Rijk tot 2013 lag op de Lübtheener Heide een groot militair oefenterrein. In 1945 hadden de geallieerden een hier gesitueerd munitiedepot van de Kriegsmarine opgeblazen. Veel scherpe munitie bleef na de explosie onontploft in de bodem achter. Van 26 juni tot 3 juli 2019 deed zich hier een zeer grote bosbrand voor. Door de aanwezigheid van de oude munitie was het zeer moeilijk en gevaarlijk voor de brandweer, deze te blussen. Met inzet van meer dan 2.000 mensen lukte dit uiteindelijk toch. Er ging in totaal 944 hectare bos verloren.

## Bezienswaardigheden

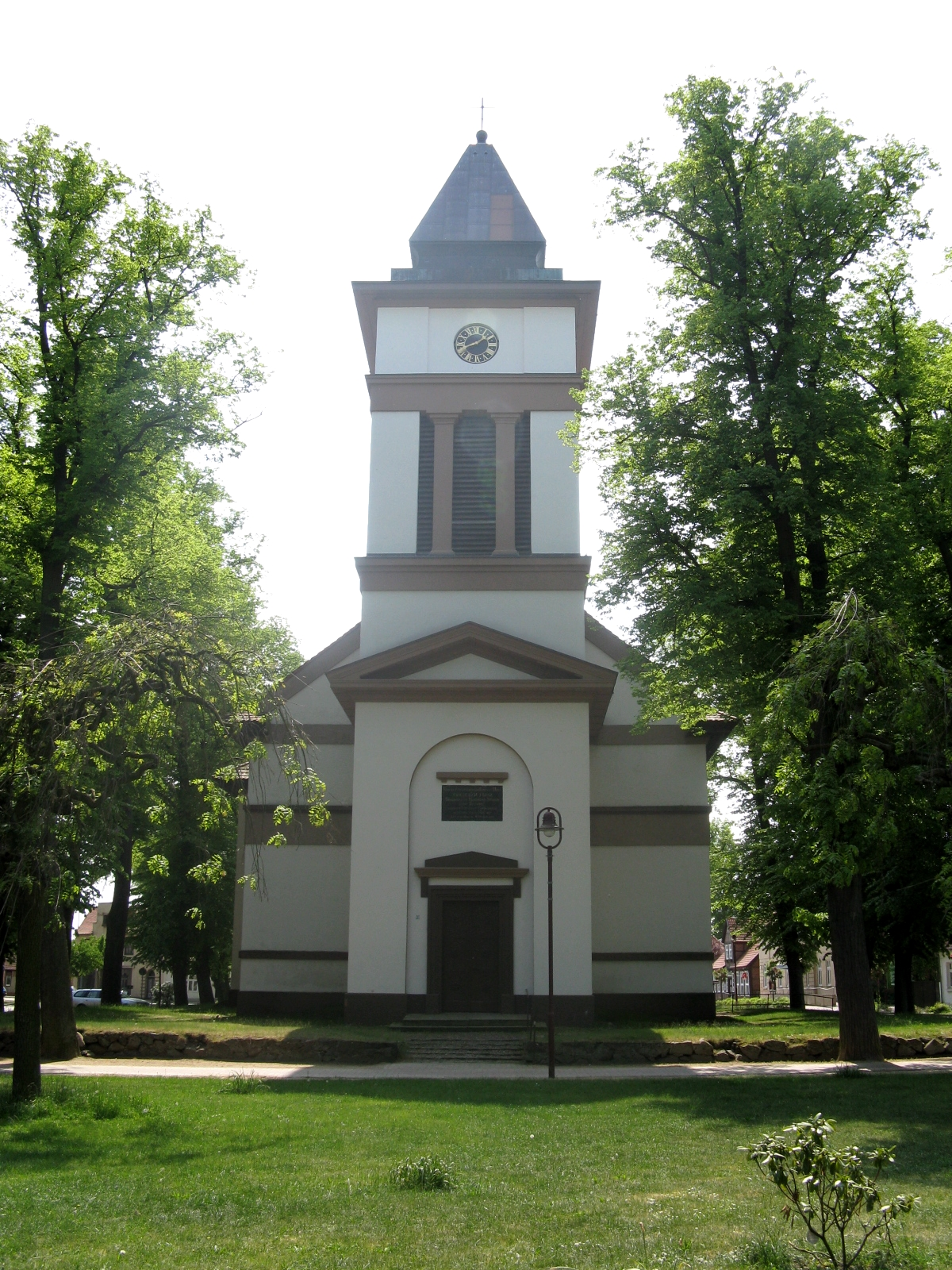
De stadskerk van Lübtheen

Markante, 19e-eeuwse landhuizen (Gutshäuser) staan te Garlitz, Jessenitz, Quassel en Volzrade. Deze huizen kunnen niet van binnen bezichtigd worden.
De evangelisch-lutherse  Stadskerk van Lübtheen is in 1820 gebouwd in de stijl van het classicisme. Hier dichtbij, in de oude kosterswoning, is het plaatselijke streekmuseum gevestigd.
De gemeente ligt te midden van natuurgebieden, waaronder wetlands langs de Rögnitz en nabij het biosfeer-reservaat langs de oevers van de Elbe.

## Varia
In Lübtheen is de grote Händel-specialist Friedrich Chrysander (1826–1901) geboren.

## Partnergemeentes
Er bestaan jumelages met:
- Tuchola (Polen)
- Grove City, Ohio, USA